# Air Berlin
Air Berlin PLC & Co. Luftverkehrs KG (též jednoslovně airberlin nebo airberlin.com) byla ve svém nejlepším období druhá největší německá letecká společnost a desátá největší letecká společnost Evropy. Sídlila v Berlíně a hlavní základny měla na letišti Berlín-Tegel a letišti Düsseldorf.
Byla založena v roce 1978. V roce 2012 se stala součástí aliance Oneworld. Ve svých posledních letech měla společnost velké finanční problémy a byla dlouhodobě ztrátová. I přes pokusy o reorganizaci v srpnu 2017 skončila v insolvenci, lety pokračovaly díky dotaci německé vlády až do 27. října 2017, kdy společnost definitivně zanikla.

## Historie
Air Berlin USA Inc. v roce 1978 založil Kim Lundgren. Stalo se tak v americkém Oregonu. První let se konal 28. dubna 1979 z letiště Berlín-Tegel na letiště Palma de Mallorca ve Španělsku.

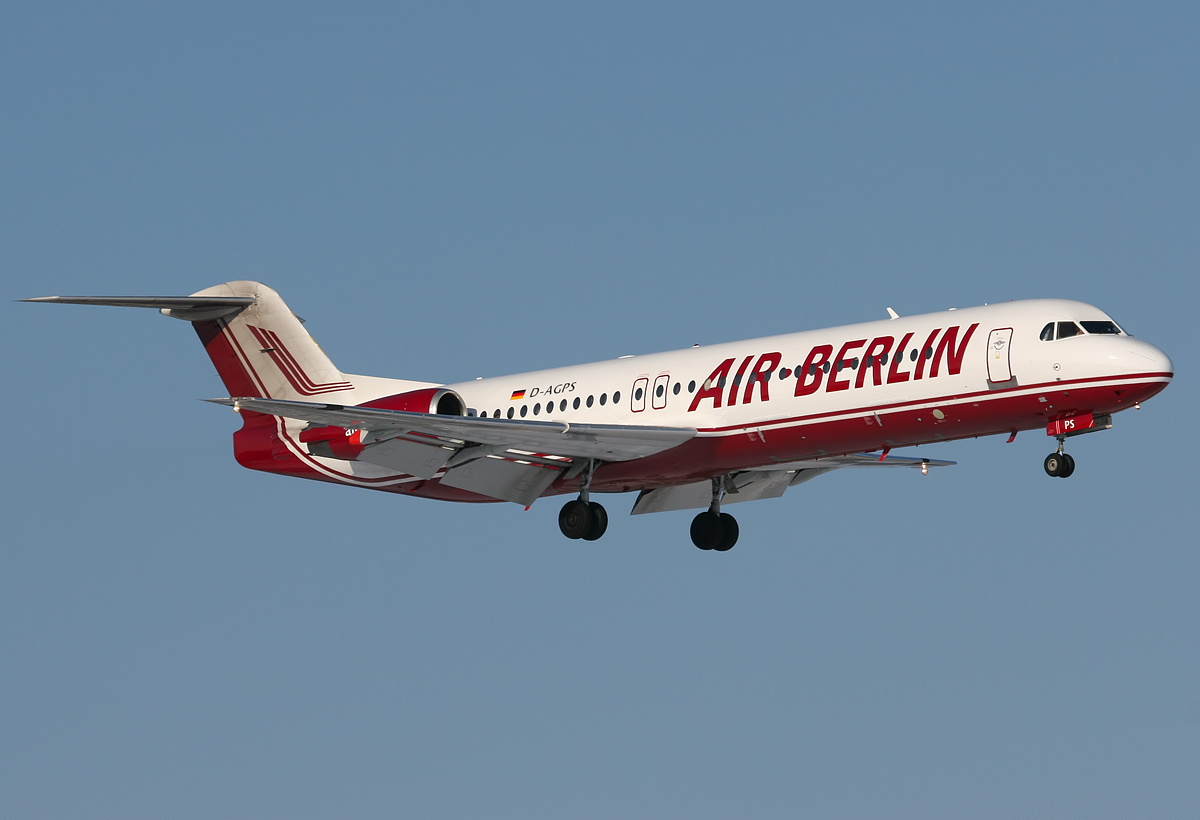
Fokker 100 společnosti Air Berlin v roce 2007

V roce 1992 začal Air Berlin létat z letiště v Mnichově, Norimberku, Frankfurtu nad Mohanem a z letiště Münster Osnabrück. V roce 1996 se Air Berlin stal jednou z prvních leteckých společností, která zavedla bezpečnostní systém TCAS (systém varování a předcházení proti kolizím letadel). V roce 2001 vybavil Air Berlin jako první na světě své Boeingy 737-800 úspornějšími winglety na křídlech.
Od 31. prosince 2003 byl Air Berlin druhou největší leteckou společností v Německu (největší společností je Lufthansa). V roce 2004 získal Air Berlin 24 % podíl v rakouské letecké společnosti Niki (později až 49,8 %, které prodala společnosti Etihad). Dále kompletně získal v roce 2007 společnost LTU a 49 % podíl v švýcarské letecké společnosti Belair.

Na letišti Berlín–Tegel byl v roce 2007 otevřen terminál C kompletně pro potřeby této společnosti. V roce 2008 vyměnil Air Berlin letadla Fokker 100 za letadla Bombardier Dash 8 Q400. Jako jediná letecká společnost v Evropě vybavil svá letadla systémem GBAS (Ground Based Argumentation System) – navigační systém, který umožňuje přesnější a bezpečnější přistání. Od zimní sezóny 2008/2009 společnost Air Berlin spolupracovala s ruskou leteckou společností S7 Airlines a s čínskou leteckou společností Hainan Airlines na linkách do Moskvy a do Pekingu. Od zimní sezóny 2010/2011 Air Berlin začala provozovat lety pod společným číslem (codeshare) se společností American Airlines a Finnair.

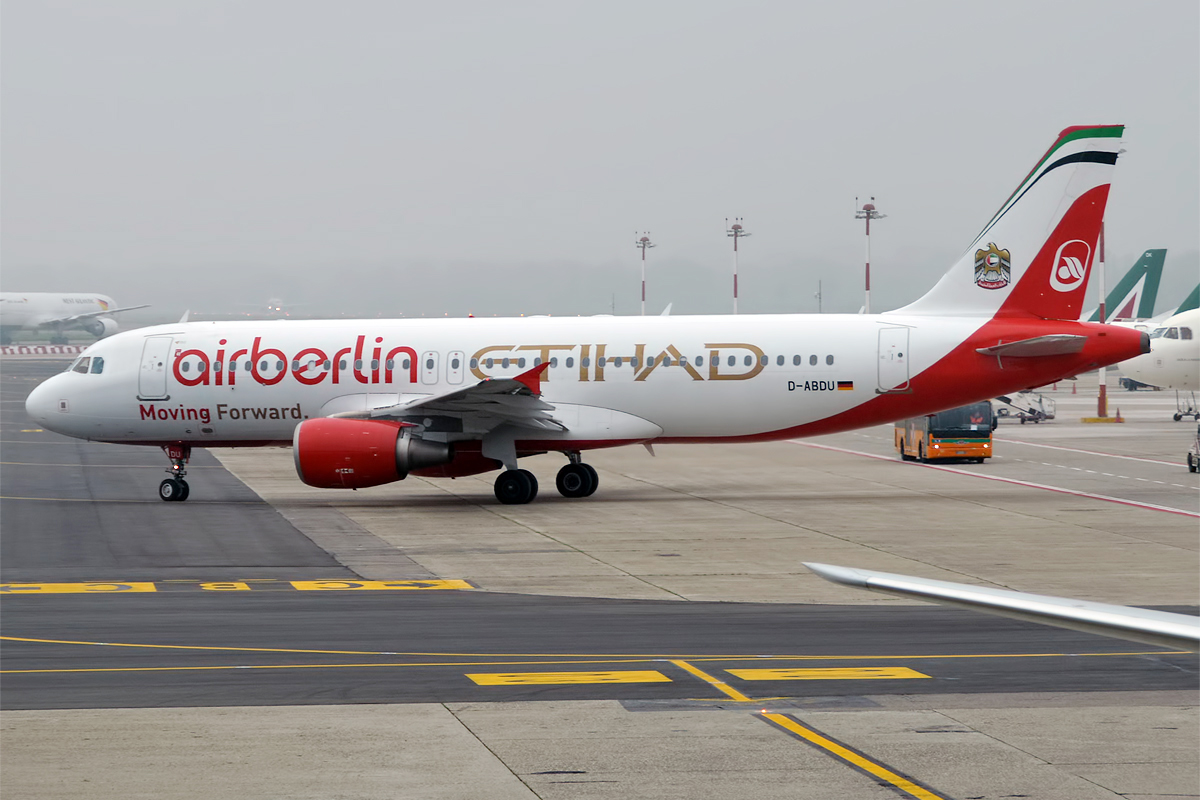
Zbarvení Air Berlin – Etihad, připomínající partnerství těchto dvou společností, 2016

V listopadu 2001, kdy firma začala provozovat letadla Boeing 737–800, jedno z nich s imatrikulační značkou D-ABBC vytvořilo rekord letíce bez mezipřistání z letiště Seattle (BFI) na letiště Berlín-Tegel (TXL). Let trval 9 hodin a 10 minut; letoun letěl 8 345 kilometrů.
V roce 2009 letadla typu Boeing 737-700NG (i s posádkami) Air Berlin byla jako první v Evropě přijata do kategorie IIIb v systému ILS. Air Berlin také zavedl, jako první letecká společnost v Evropě, systém bezpečnosti letu SafeRoute™. V dubnu 2009 oslavil Air Berlin své třicáté narozeniny. Arabská společnost Etihad Airways zvýšila svůj podíl v Air Berlin v roce 2011 z původních 2,99 % na 29,1 %. V březnu 2012 se Air Berlin stal členem aliance leteckých společností Oneworld.
V roce 2016 Air Berlin přepravil 28,9 milionů cestujících, což byl mírný pokles oproti předchozímu roku.

### Finanční problémy a zánik
Od roku 2015 se společnost ocitala v čím dál tím větších finančních problémech. V říjnu 2016 oznámila restrukturalizaci, díky které se z nich měla dostat. Společnost oznámila propuštění 1200 z 8900 lidí a redukci počtu letadel ze 153 na 75.
Od 15. srpna 2017 byl Air Berlin v insolvenci. Do ní se dostal potom, co jeho hlavní akcionář Etihad Airways odmítl poskytnou další finanční podporu. Lety této společnosti až do podzimu pokračovaly, německá vláda jí totiž poskytla úvěr 150 milionů eur. O společnost měly zájem aerolinie Lufthansa, EasyJet a Condor Flugdienst. Niki Lauda, zakladatel společnosti Niki, dostal od konkurzního správce Air Berlin nabídku, aby převzal dceřinou společnost Niki.
Dne 27. října 2017 se konal poslední let této společnosti. Šlo o linku Berlín – Mnichov. Největší část letadel Air Berlin se nakonec přesunula pod skupinu Lufthansa, a to 81 kusů, většina z nich půjde pod nízkonákladovou aerolinii Eurowings. Britská nízkonákladová aerolinie easyJet zaplatila 40 milionů eur za aktiva firmy Air Berlin na berlínském letišti Tegel zahrnující leasingové smlouvy na 25 letounů A320.
25 letadel A320 převzala na leasing nízkonákladová aerolinie EasyJet, která s nimi bude létat převážně ze základny v Berlíně.

## Praha
Od 13. dubna 2015 do krachu společnosti spojoval tento dopravce Berlín a letiště Václava Havla v Praze. Ze začátku na této lince poskytoval 3 lety denně, později je zvýšil na 4 denně. Nejčastěji létal s typem Bombardier Dash 8, zprvu ji obsluhoval Saab 2000 společnosti Etihad Regional, objevily se na ní také typy jako Boeing 737 či Airbusy A319/320/321. Poslední let se konal 27. října 2017 a letěl ho Bombardier Dash 8 imatrikulace D-ABQS. Praha tak přišla o jediné letecké spojení s německým hlavním městem. Později nahradil Air Berlin na této lince Easyjet, který po pár měsících tuto linku zrušil.

## Flotila
Flotila Air Berlin (stav z července 2016):
| Letadlo                | Počet | Objednávky | Obrázek                | Sedadel (Business/Economy) | Poznámky                                                                            |
| ---------------------- | ----- | ---------- | ---------------------- | -------------------------- | ----------------------------------------------------------------------------------- |
| Airbus A319-100        | 5     | –          | Airbus A319-100        | 150 (0/150)                | 2 letadla jsou provozována pro Belair                                               |
| Airbus A320-200        | 47    | –          | Airbus A320-200        | 180 (0/180)                | 6 letadel je provozovaných pro Belair 5 letadel je v provozou pro Austrian Airlines |
| Airbus A321-200        | 19    | 4          | Airbus A321-200        | 210 (0/210)                |                                                                                     |
| Airbus A330-200        | 14    | 4          | Airbus A330-200        | 290 (19/271)               |                                                                                     |
| Boeing 737–700         | 6     | –          | Boeing 737–700         | 144 (0/144)                | 6 letadel je v provozu pro TUIfly                                                   |
| Boeing 737–800         | 20    | –          | Boeing 737–800         | 186 (0/186)                | 8 letadel v provozu pro TUIfly                                                      |
| Bombardier Dash 8 Q400 | 17    | 3          | Bombardier Dash 8 Q400 | 76 (0/76)                  | Všechny letadla v provozu pro LGW                                                   |
| Celkem                 | 128   | 11         |                        |                            |                                                                                     |

## Odkazy

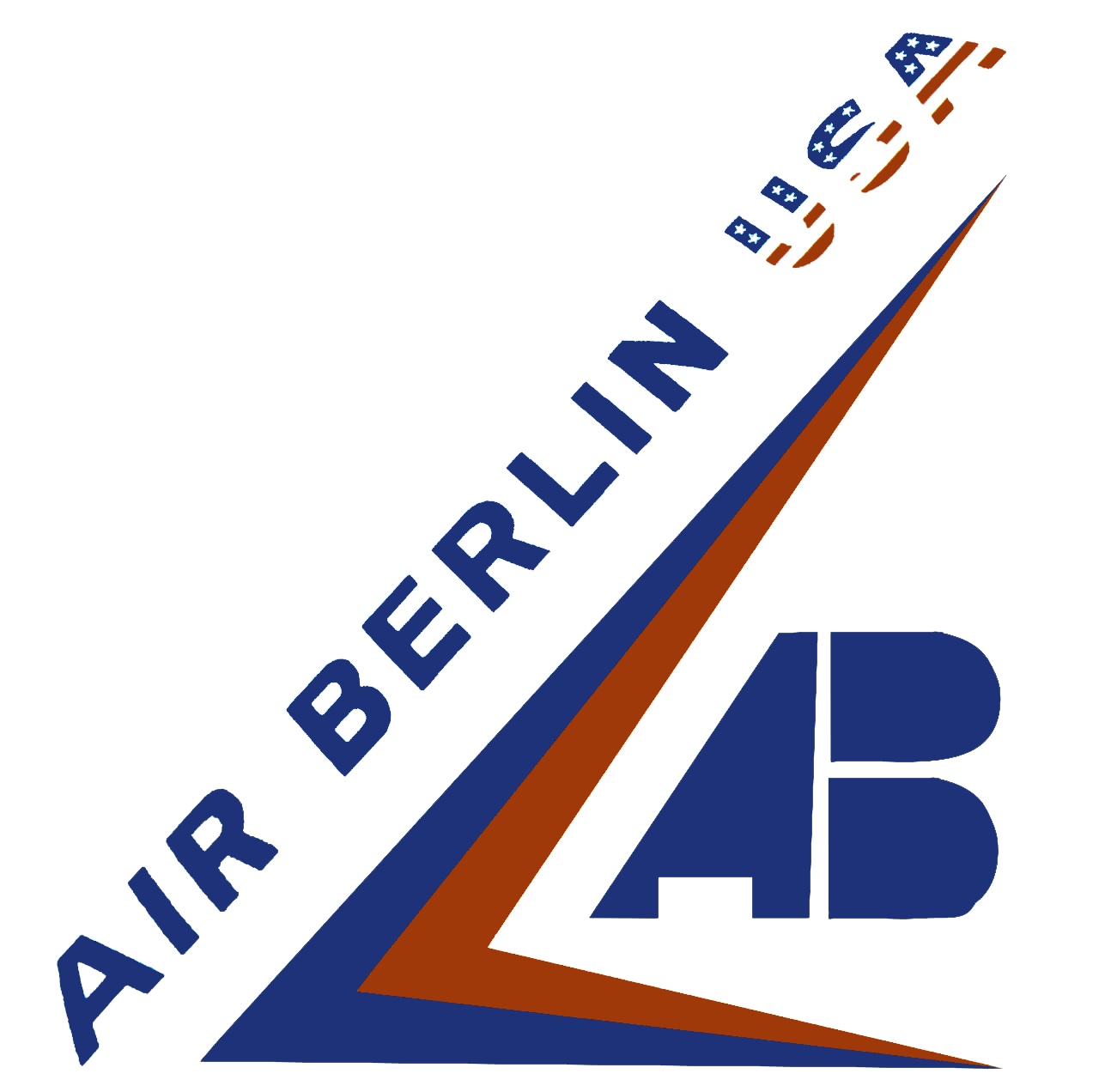
Logo Air Berlin USA z let 1978 až 1979